# Émile Steinilber-Oberlin
Œuvres principales
Les sectes bouddhiques japonaises
Émile Steinhilber, plus connu sous le nom d'Émile Steinilber-Oberlin (Paris, 20 juin 1878 - Beaucaire, 22 janvier 1951) est un politique, philosophe, écrivain, linguiste et traducteur français. Dans une œuvre riche, l'un de ses ouvrages les plus connus est celui consacré au bouddhisme japonais, Les sectes bouddhiques japonaises.

## Biographie
On ne sait que peu de choses de la vie de Steinilber-Oberlin. Ses dernières publications remontent à 1939, après quoi sa trace s'efface. On peut cependant retrouver certains éléments à travers les journaux de l'époque, datés d'avant 1932. Ces nouvelles laissent apparaître l'intérêt de Steinilber-Oberlin pour l'Asie, le Japon et le bouddhisme.

### 1878 - 1903: jeunesse et études
Godfried Louis Émile Steinhilber nait le 20 juin 1878, dans le 10e arrondissement de Paris. Il est le fils de Louis Émile Steinhilber et d'Anna Conrath. 
Le 5 novembre 1898, alors qu'il étudie le droit, il s'engage comme volontaire, pour trois ans, au sein du 4e régiment d'infanterie. L'année suivante, il est réformé temporairement pour « Amnésie prolongée, faiblesse, crises d'asthme », avant d'être réformé définitivement, le 13 janvier 1900, pour tuberculose pulmonaire. 
En 1899, il réside six mois, en Suisse, dans le canton de Soleure. Titulaire d'un doctorat, Émile Steinilber étudie à l’École des hautes études en sciences sociales, à la Sorbonne, ainsi qu'a l’École des langues orientales. 
Devenu avocat à la cour d'appel, et membre de la section parisienne de l'Union des étudiants républicains de France ; Le 18 janvier 1903, il anime une conférence intitulée « Le Nationalisme et la démocratie »,,, au siège social de l'association, 49 rue de la Harpe. Le 2 juillet, il donne une conférence sur « L'idée de République », pour la Jeunesse républicaine du 4e arrondissement. Le 15 janvier 1904, il tient une conférence sur« L'idée laïque dans la démocratie »,, aux salons du Grand Orient.
En décembre 1903, Émile Steinilber contribua au lancement de la revue Pour la république, organe des Jeunesses républicaines et socialistes. Il en est le rédacteur en chef,.

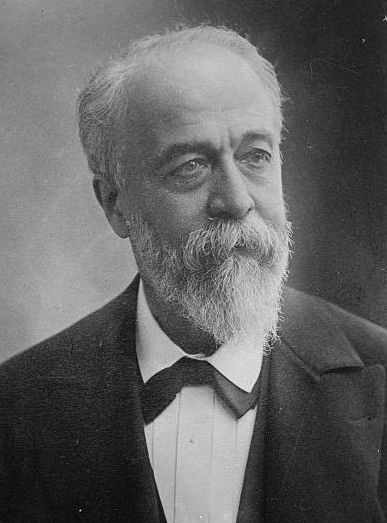
Henri Brisson. Émile Steinilber fut chef-adjoint de son cabinet lorsque H. Brisson était président de la chambre des députés.

### 1904 - 1925: postes dans la haute fonction publique
À la fin du mois de janvier 1904, il devient chef-adjoint du cabinet de la chambre des députés, dirigé par Henri Brisson. Un punch d'honneur lui est alors consacré dans une taverne de la rue Rivoli,. En avril de la même année, il donne une sur « L'idée laïque devant la jeunesse », au siège social de la toute section des Jeunesse républicaine du 10e arrondissement. Le 24 novembre, nouvelle conférence, intitulée « Démocratie laïque », pour la Ligue des droits de l'homme, au café Persan, 16 boulevard de Sébastopol.
En mai 1906, il est désigné candidat unique des républicains du 4e arrondissement. En janvier 1907, il devient commissaire du gouvernement du conseil de Préfecture de la Seine. Il est l'un des deux témoins de l'historien et romancier Octave Aubry, lors de son mariage à Cambrai, le 22 mars 1909.
Il se présente aux élections législatives de 1910. Le 1er janvier 1913, il est nommé membre du Comité consultatif des Affaires indigènes, présidé par Lucien Hubert, sénateur des Ardennes.
Avant 1926, il occupe les postes de chef de cabinet du ministre de l'instruction publique et du Président de la Chambre des députés. Il est aussi chef bibliothécaire du ministre du travail, du ministre de la justice, et du ministre de ministre de l'instruction publique.

### À partir de 1926: liens avec la culture japonaise
À ce poste de bibliothécaire, il contribue à la création, en février 1926, de la Revue Franco-Nipponne, aux côtés de Tsugouharu Foujita,  Kikou Yamata, Marie-Louise Vignon, Michel Revon, Edmond Jaloux, Henri de Regnier et René Maublanc,. La même revue publiera deux ans plus tard, en avril 1928, Défense de l'Asie et du bouddhisme. Réponse à M. Massis, auteur de « Défense de l'Occident », une réponse de Steinbilder-Oberlin à l'essai d'Henri Massis, Défense de L'Occident, paru en 1927,.

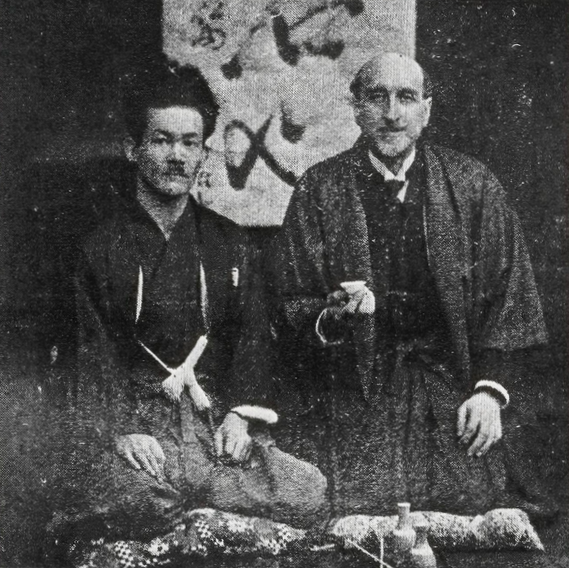
Oberlin (à droite) avec Kuni Matsuo.

Le 3 avril 1928, il participe au déjeuner de la revue de critique et de bibliographie Vient de paraître,.

En avril 1930, il devient membre du comité exécutif du « Rapprochement intellectuel franco-nippon (« Nichifutsu bunka kyōkai 日仏文化協会 ») », aux côtés de Sylvain Lévi, Albert Maybon, Kuni MATSUO, René Maublanc et Seiji Ikoumi. 

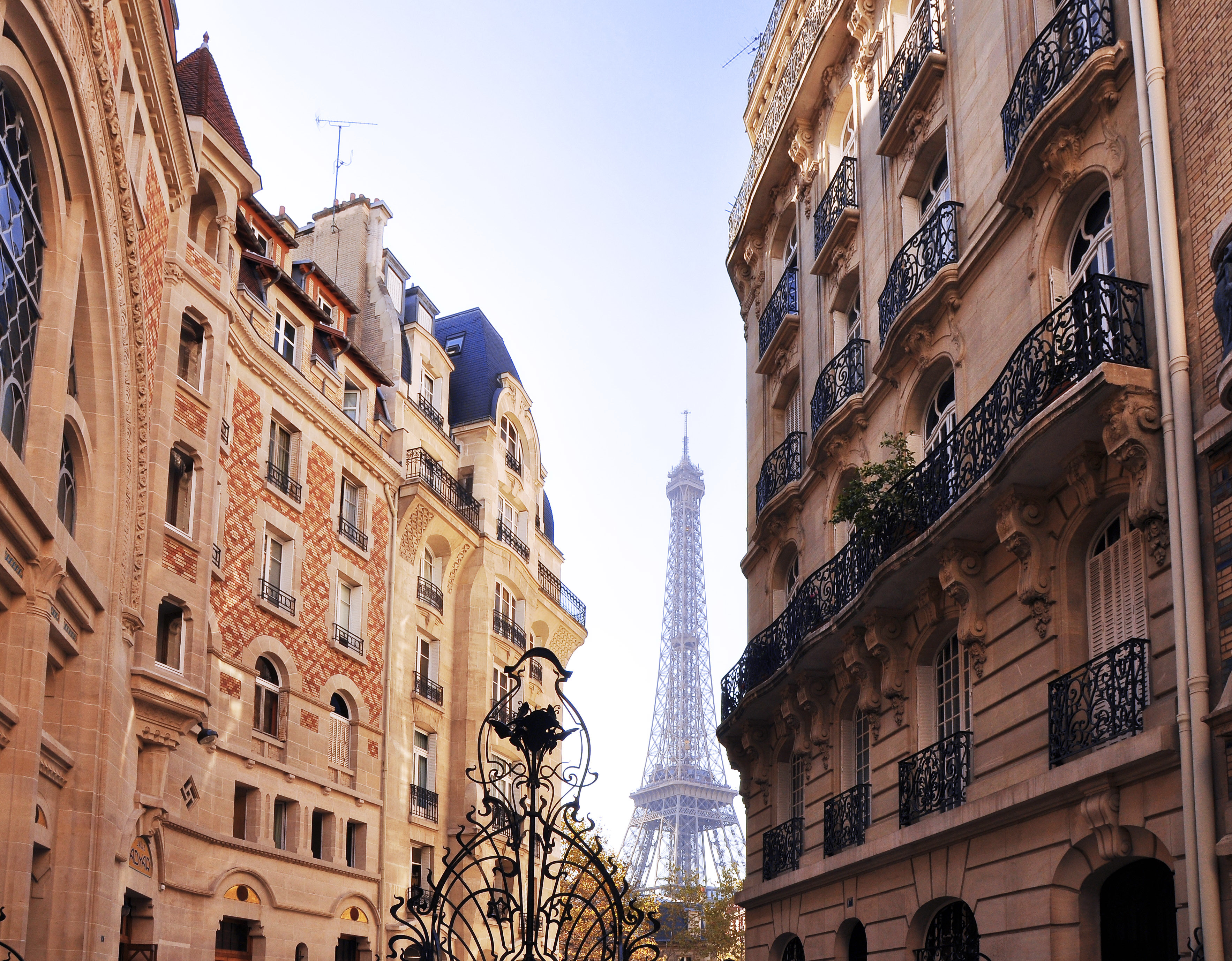
Immeuble de la Société théosophique, Paris 7e.

Et deux ans plus tard, le 22 mai 1932, au siège de la Société théosophique (4, square Rapp), il donne une conférence sur le bouddhisme japonais. Enfin, on sait que le 14 septembre 1939, il participe à la cérémonie bouddhiste qui a lieu au musée Guimet à Paris, avec le révérend Gido Ishida, qui était alors une figure importante de l'école Sôtô et du temple Soji-ji[réf. nécessaire].

### Une œuvre autour du Japon Asie et du bouddhisme
Ces éléments témoignent de la proximité de Steinilber-Oberlin avec le Japon et le bouddhisme, à quoi s'ajoutent plusieurs traductions d'œuvres littéraires du japonais (et aussi du sanskrit) au français, ainsi que des essais. 
Il publie encore en 1939 une Anthologie des poètes japonais contemporains, après quoi on perd sa trace. On ignore donc quand il est décédé.

## Les sectes bouddhiques japonaises

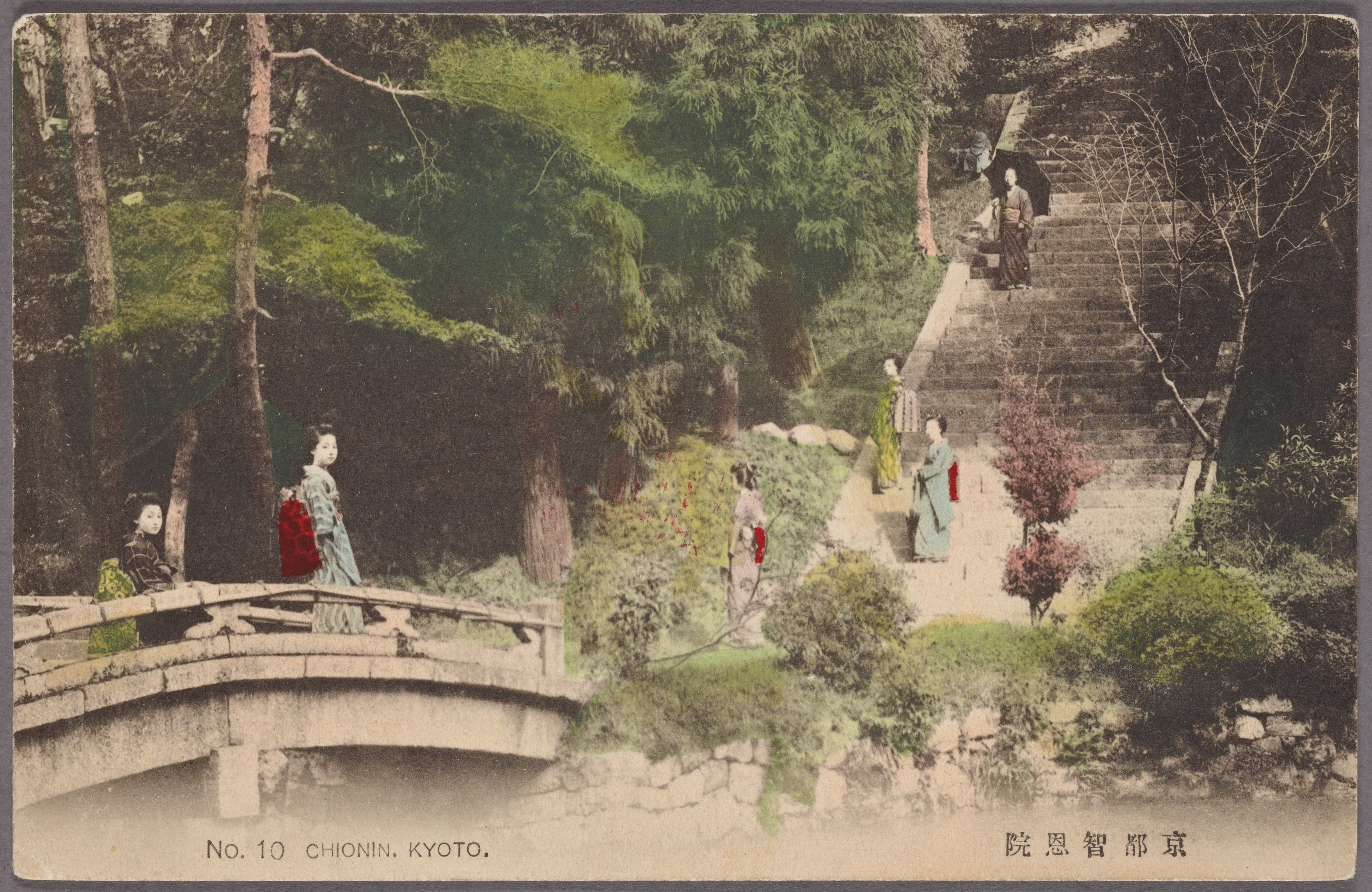
Escaliers du temple Chion-in (Kyoto) dont parle Steinilber-Oberlin dans son livre. Carte postale japonaise de 1900.

L'ouvrage le plus connu de Steinilber-Oberlin est sans doute celui qu'il a publié en 1930 sous le titre Les sectes bouddhiques japonaises. Histoire, doctrines philosophiques, textes, les sanctuaires. Selon la base de données bibliographiques WorldCat, le livre (auquel a collaboré Kuni Matsuo) a connu dix-huit éditions en 1930, et sa traduction en anglais, 46 éditions entre 1938 et 2013 (cette dernière étant due à la prestigieuse maison Routledge).  
Dans l'introduction à son ouvrage, Steinilber-Oberlin explique qu'il s'agit là d'un « enquête philosophique », et que son rôle s'est limité à recueillir des explications, à les organiser et à les reproduire aussi fidèlement que possible. Il a eu l'idée d'écrire ce livre après avoir lu des critiques contre le « bouddhisme philosophique ». L'auteur indique s'être trouvé au Japon en tant que chargé de mission par la Société pour le rapprochement intellectuel franco-japonais, et muni d'une recommandation du Ministère des Affaires étrangères qui faisait savoir à la délégation diplomatique française que Steinilber-Oberlin venait « pour poursuivre des études et des recherches philosophiques et notamment pour étudier les écoles bouddhiques ». 

### Une démarche empathique
Il donne alors sa méthode: « (...) fréquenter en toute confiance et (...) en toute simplicité de cœur les pèlerins, les bonzes, les moines et les pèlerins bouddhistes ».  Et il ajoute :  

« Pour mener cette enquête, j'ai donc vécu, au Japon, la vie bouddhique, étudié en médité avec les bonzes et les moines (...). [J]'ai mené. dans les monastères, la vie des moines bouddhiques, et avec ceux-ci, chers et doux camarades que je n'oublierai jamais, j'ai pratiqué, dans la discipline commune, les exercices spirituels et les méditations prescrites. Sur les routes des sanctuaires où j'allais, pèlerin, j'ai partagé mon bol de riz avec d'autres pèlerins, des gens du peuple. (...) J'ai aimé la paix bouddhique des soirs, dans le calme jardin des temples aux étangs couverts de lotus, et j'ai recueilli des lèvres souriantes des bonzes, au visage pénétré de spiritualité, le secret de leur cœur apaisé. »

Un compte-rendu écrit au moment de la parution relevait déjà cette approche empathique, ainsi que la qualité du projet : 

« M. Steinliber-Oberlin a eu l'heureuse idée de présenter les principes de chaque école par le biais de conversations avec des moines. Cela rend la lecture très plaisante, notamment lorsque ces conversations sont tenues dans le cadre de monastères célèbres et que l'environnement admirable renforce la profondeur de l'enseignement. (...)
Cet ouvrage est d'une grande valeur pour le lecteur : il présente le meilleur du bouddhisme japonais et l'encourage à approcher ses doctrines et expériences mystiques ave sympathie plutôt que dans un état d'esprit critique. »

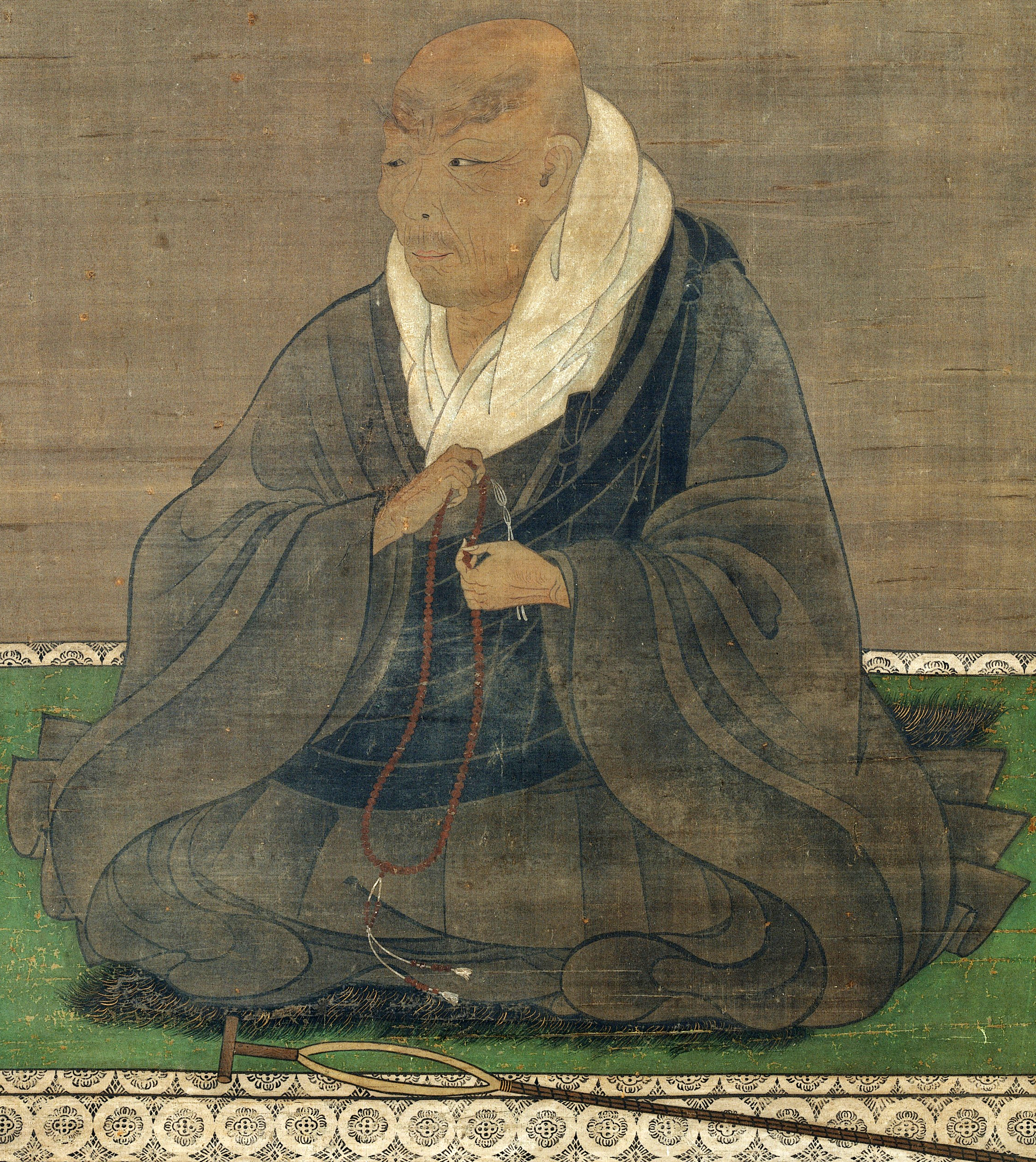
Portrait de Shinran, sujet de la pièce Le maître et ses disciples. Période Nanboku-cho (1334-1392). Musée national de Nara.

Pierre Crépon souligne lui aussi que cette sympathie confère toute sa valeur à l'ouvrage, à quoi s'ajoutent la clarté du propos et « l'intelligence intuitive des subtilités bouddhiques », tout en relevant cependant certains manques, au nombre desquels l'éclipsement presque complet de l'école Soto zen. Le japonologue Jérôme Ducor parle, lui, d'un « beau livre » (a lovely book) : il ne s'agit pas, relève-t-il, d'un texte technique mais de la présentation de rencontres avec des enseignants de différentes écoles bouddhiques, dont certains sont des figures éminentes de ces courants.

### Pièce de théâtre sur Shinran
On notera une autre contribution de Steinilber-Oberlin à la connaissance du bouddhisme en France: sa traduction en 1932 de la pièce de Hyakuzô KURATA, Le maître et ses disciples, un texte consacré à Shinran (1173-1262), le fondateur de l'école Jôdo-Shinshû, et librement inspirée du Tannishô, une importante compilation de dits de Shinran. Parue au Japon en 1917, la pièce avait connu un grand succès, et elle a joué un rôle majeur dans la redécouverte de Shinran par les Japonais.

## Publications

### Ouvrages et articles
- Essais critiques sur les idées philosophiques contemporaines, Gauthier-Villard, 1912, xiv - 390 p. [lire en ligne (page consultée le 16 juin 2022)]
- Défense de l'Asie et du bouddhisme. Réponse à M. Massis, auteur de « Défense de l'Occident », Paris, Éd. de la Revue Franco-Nipponne, 1928, 19 p.  [lire en ligne (page consultée le 16 juin 2022)]
- Les Langues sacrées de l'Orient. Comment déchiffrer les hiéroglyphes, Méthode claire et accessible à tous, 1928.
- Les sectes bouddhiques japonaises. Histoire, doctrines philosophiques, textes, les sanctuaires  (avec la collaboration de Kuni Matsuo ainsi que plusieurs prêtres et professeurs bouddhistes), Paris, G. Crès, 1930, xviii - 347Réédition Le bouddhisme japonais, Paris, Sully, 2018  (ISBN 978-2-354-32315-8) 266 p. / The Buddhist Sects of Japan, New York - London, Routeledge, 2013, 320 p.  (ISBN 978-0-415-85097-1)
- Au cœur du Hoggar mystérieux. Les Touareg tels que je les ai vus, Paris, Pierre Roger, 1934, 267 p. [lire en ligne (page consultée le 16 juin 2022)]
- Comment déchiffrer un texte sanscrit. Méthode claire et accessible à tous, Paris, Bibliothèque Chacornac, 1935.
- Anthologie des poètes japonais contemporains, trad. du japonais Kuni Matsuo, Paris, Mercure de France, 1939, 309 p.

### Traductions
- Kâlidâsa, La Ronde des saisons, trad. du sanskrit, Éditions d'Art H. Piazza, coll. « Ex Oriente Lux », 1925
- Chansons des geishas, trad. du japonais avec Hidetaké Iwamura, Paris, Rieder, 1926.
- Kikakou (trad. du japonais avec Kuni Matsuo), Les Haï Kaï de Kikakou, Paris, G. Crès, 1927, xix - 341 (présentation en ligne)
- Sei-Shônagon, Les Notes de l'oreiller (« Makura no soshi ») (trad. du japonais et introduction avec Kuni Matsuo), Paris, Stock, 1928, 166 p.
- OKAMOTÔ Kido, Drames d'amour, trad. du japonais avec Kuni Matsuo, Paris, Stock, 1929, 196 p.
- Le livre des nô. Drames légendaires du vieux Japon  (trad. du japonais avec Kuni Matsuo), Paris, L'Édition d'Art H. Piazza, 1929, 170 p.
- Hyakuzo KURATA (trad. du japonais avec Kuni Matsuo, préf. de Romain Rolland), Le Prêtre et ses disciples, Paris, Rieder, 1932, 290 p.
- Bashō Matsuo, Haïkai de Bashô et de ses disciples, trad. du japonais avec Kuni Matsuo, Paris, Institut International de Coopération Intellectuelle, 1936 (4 gravures en couleurs à pleine page de FOUJITA, portrait de Bashô par Kyoroku et une vignette de Kiyoshi HASEGAWA en couverture)